# Supercuccioli - Un'avventura da paura!
Supercuccioli - Un'avventura da paura! (Spooky buddies) è un film del 2011 diretto da Robert Vince.
La pellicola è l'undicesimo capitolo della serie Air Bud.

## Trama
Dopo 75 anni uno stregone crudele e il suo cane prigionieri in uno specchio vengono liberati da B-Dawg e, per portare a termine un incantesimo, si mettono a cercare i cagnolini così che il cane potesse mangiare le loro anime e aprire le porte dell'Oltretomba. Ma i cuccioli, con l'aiuto di un signore di cui il cane era stato trasformato in una statua e di Billy (il padrone di B-Dawg) riescono a battere lo stregone a tenerlo in esilio per sempre nello specchio. Alla fine il signore ritrova il suo cane vivo e con lui i suoi fratelli e sorelle (anche loro trasformati in statue).